# Prealpes Eslovenos occidentales
Los Prealpes Eslovenos occidentales (en esloveno, Zahodne Slovenske Predalpe - llamados también Prealpes Julianos Orientales) son una subsección perteneciente a los Prealpes Eslovenos. Se encuentran en Eslovenia al oeste de Liubliana. La montaña más alta es el Porezen (1.630 m).

## Clasificación
Según la Partición de los Alpes los Prealpes Eslovenos occidentales formaban parte de la amplia sección n.º 20: Alpes Julianos.
Según el AVE corresponden a la parte sudeste del 58 grupo denominado Alpes Julianos.
La SOIUSA, más atenta a la moderna literatura, la incluye en la sección de los Prealpes Eslovenos. Se incluye dentro de los Alpes orientales, con la siguiente clasificación:
- Gran sector = Alpes del sudeste
- Sección = Prealpes Eslovenos
- Subsección = Prealpes Eslovenos occidentales
- Código = II/C-36.I

## Subdivisión
Se subdividen en un supergrupo alpino y tres grupos:
- Cadena Škofjeloško-Cerkljansko-Polhograjsko-Rovtarsko (A)
  - Montes de Škofja Loka y de Cerkno (A.1)
  - Montes de Rovte (A.2)
  - Montes de Polhov Gradec (A.3)[3]

## Montañas
- Porezen - 1.630 m
- Stari Vrh - 1.217 m